# Felipe Seymour
Felipe Ignacio Seymour Dobud (ur. 23 lipca 1987 roku w Pirque) – chilijski piłkarz występujący na pozycji pomocnika, reprezentant kraju. Zawodnik Universidadu de Chile.